# Wilhelm Heinrich Behringer
Wilhelm Heinrich Behringer (* 1651 oder 1652; † 1716) war ein deutscher Baumeister der Deutschordensballei Franken und sowohl in Ellingen als auch in Heilbronn tätig.
Seine Werke waren 1715 das Deutschordenschloss in Ellingen und von 1712 bis 1716 die zweistöckige Barockfassade des Deutschhofes zu Heilbronn mit drei Ziergiebeln, die er entwarf.